# Aphis violaeradicis
Aphis violaeradicis är en insektsart som beskrevs av Pashtshenko 1994. Aphis violaeradicis ingår i släktet Aphis och familjen långrörsbladlöss. Inga underarter finns listade i Catalogue of Life.